# Districtul Trnava

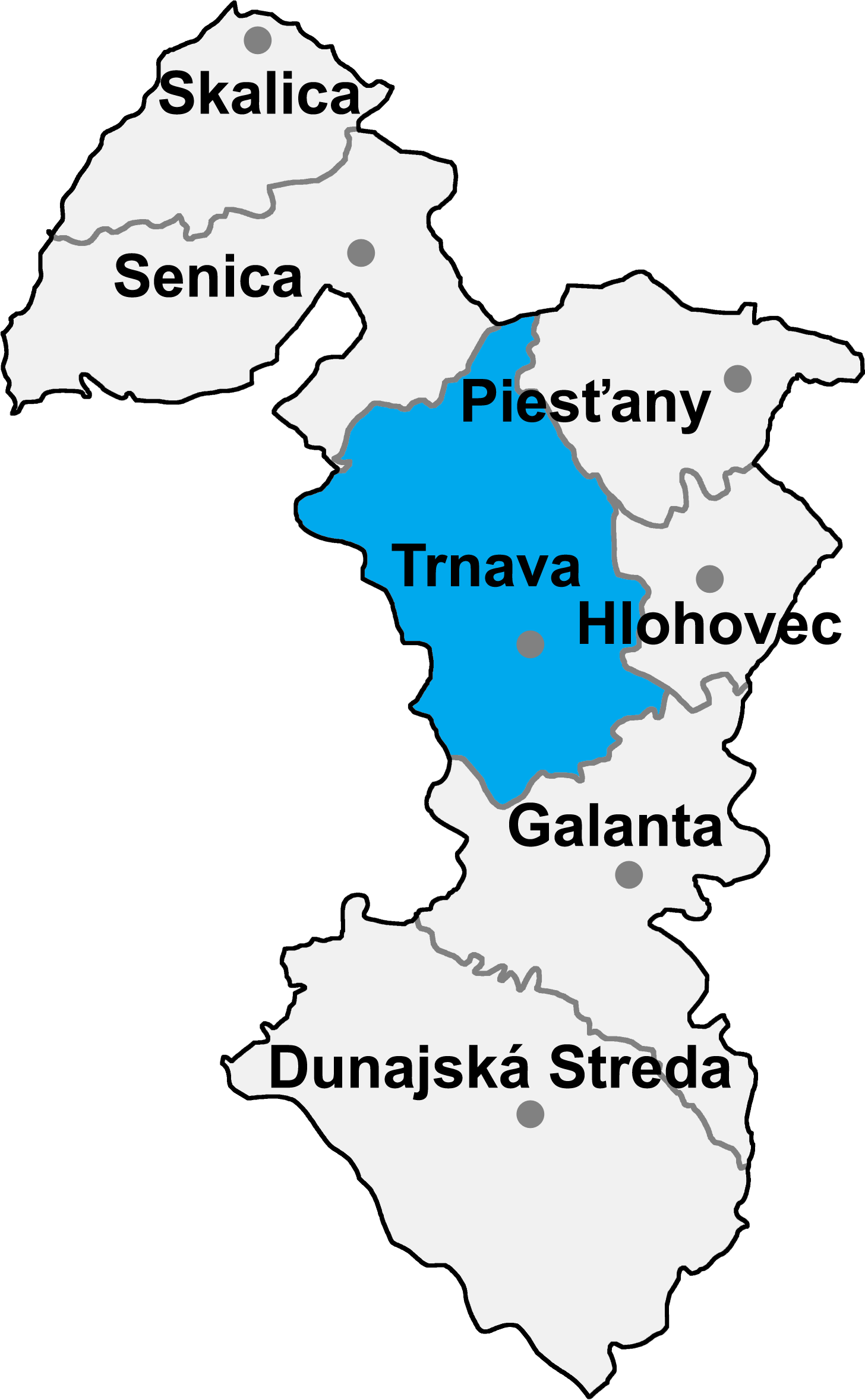
Districtul Trnava

Districtul Trnava (okres Trnava) este un district în Slovacia vestică, în Regiunea Trnava. 

## Demografie
| An:                | 1994    | 2004    | 2014    | 2024    |
| ------------------ | ------- | ------- | ------- | ------- |
| Număr de persoane: | 126.153 | 126.822 | 129.946 | 132.788 |
| Diferență:         |         | +0,53%  | +2,46%  | +2,18%  |

| An:                | 2023    | 2024    |
| ------------------ | ------- | ------- |
| Număr de persoane: | 132.524 | 132.788 |
| Diferență:         |         | +0,19%  |

## Comune
- Biely Kostol
- Bíňovce
- Bohdanovce nad Trnavou
- Boleráz
- Borová
- Brestovany
- Bučany
- Buková
- Cífer
- Dechtice
- Dlhá
- Dobrá Voda
- Dolná Krupá
- Dolné Dubové
- Dolné Lovčice
- Dolné Orešany
- Horná Krupá
- Horné Dubové
- Horné Orešany
- Hrnčiarovce nad Parnou
- Jaslovské Bohunice
- Kátlovce
- Košolná
- Križovany nad Dudváhom
- Lošonec
- Majcichov
- Malženice
- Naháč
- Opoj
- Pavlice
- Radošovce
- Ružindol
- Slovenská Nová Ves
- Smolenice
- Suchá nad Parnou
- Šelpice
- Špačince
- Šúrovce
- Trnava
- Trstín
- Vlčkovce
- Voderady
- Zavar
- Zeleneč
- Zvončín